# Kîpeacika (Velîka Berezovîțea), Ternopil
Kîpeacika (în ucraineană Кип'ячка) este un sat în așezarea urbană Velîka Berezovîțea din raionul Ternopil, regiunea Ternopil, Ucraina.

## Demografie
Componența lingvistică a localității Kîpeacika
     Ucraineană (99,57%)
     Alte limbi (0,43%)
Conform recensământului din 2001, majoritatea populației localității Kîpeacika era vorbitoare de ucraineană (99,57%), existând în minoritate și vorbitori de alte limbi.